# Bernhard Fetz
Bernhard Fetz (* 7. Juni 1963 in Höchst, Vorarlberg) ist ein österreichischer Literaturwissenschaftler. Seit 2009 ist er Direktor des Literaturarchivs, seit 2015 auch Leiter des Literaturmuseums an der Österreichischen Nationalbibliothek in Wien.

## Ausbildung und Tätigkeiten
Bernhard Fetz maturierte am Bundesgymnasium Bregenz. Von 1981 bis 1987 absolvierte er ein Studium der Germanistik, Publizistik und Romanistik an der Universität Wien. 1987 schloss er sein Studium mit dem Diplom ab, 1992 wurde er promoviert. Ab 1992 war er für drei Jahre Lektor am Germanistischen Institut der Karls-Universität Prag. Dort leitete er interkulturelle Seminare zur deutsch- und fremdsprachigen Literatur des 20. Jahrhunderts an den Universitäten Lemberg, Prag, Olmütz, Brünn, Budapest, Antwerpen u. a. Seit 1993 gestaltete er das Festival und die Ausstellung Literatur und Medien im öffentlichen (Stadt-)Raum (unter Mitwirkung von Elfriede Jelinek, Ferdinand Schmatz, Werner Kofler, Bodo Hell, Andreas Okopenko, Heimo Zobernig u. a.). Von 1994 bis 2001 gestaltete er die jährlichen internationalen Literaturfestivals Literatur im März in Wien mit. Ab 1996 war er Vertragsassistent am Institut für Germanistik der Universität Wien.
Ab 1996 war Fetz wissenschaftlicher Mitarbeiter des Literaturarchivs der Österreichischen Nationalbibliothek, seit 2009 ist er dessen Direktor. Seit 2015 leitet Fetz außerdem das Literaturmuseum der Österreichischen Nationalbibliothek. 

## Veröffentlichungen (Auswahl)
- Bernhard Fetz, Wilhelm Hemecker (Hrsg.): Theorie der Biographie. Grundlagentexte und Kommentar. De Gruyter, Berlin u. a. 2011, ISBN 978-3-11-023762-7 (De-Gruyter-Studium; Inhaltsverzeichnis).